# Pilis
Pilis é uma cidade da Hungria, situada no condado de Peste. Tem 47,35 km² de área e sua população em 2019 foi estimada em 11.678 habitantes.